# Parkland (film)
Parkland – amerykański dramat filmowy z 2013 roku w reżyserii Petera Landesmana. Scenariusz powstał w oparciu o książkę Reclaiming History: The Assassination of President John F. Kennedy autorstwa Vincenta Bugliosiego. Zdjęcia kręcono w Dallas i Austin w Teksasie.
Film miał premierę 1 września 2013 roku w konkursie głównym podczas 70. MFF w Wenecji. Został także zaprezentowany podczas 38. MFF w Toronto.

## Obsada
- Paul Giamatti – Abraham Zapruder
- Billy Bob Thornton – Forrest Sorrels
- Marcia Gay Harden – Doris Nelson
- Zac Efron – dr Jim Carrico
- Jacki Weaver – Marguerite Oswald
- Jeremy Strong – Lee Harvey Oswald
- Glenn Morshower – Mike Howard
- Jonathan Breck – Winston Lawson
- Colin Hanks – dr Malcolm Perry
- Bitsie Tulloch – Marilyn Sitzman[5]